# Жгенти, Владимир Капланович
Владимир Капланович Жгенти (26 ноября 1891, с. Мзиани Кутаисской губернии — 25 июля 1972, Тбилиси СССР) — грузинский советский врач-патологоанатом. Доктор медицины, профессор, академик АН Грузинской ССР (1950). Заслуженный деятель науки Грузинской ССР (1941).

## Биография
Окончил Тифлисскую фельдшерскую школу, затем в 1915 году Новороссийский университет в Одессе, где и работал на кафедре патологической анатомии (1918—1922).
Участник Первой мировой войны. В 1914—1918 служил военным врачом. В 1922 вернулся в Грузию.
С тех пор до 1972 возглавлял кафедру патологической анатомии Тбилисского медицинского университета (до 1930 — медицинский факультет Тифлисского университета).
Основатель в 1943 и руководитель Научного общества патологоанатомов Грузии (до своей кончины в 1972, ныне общество носит его имя).
В 1954—1958 — председатель президиума Учёного медицинского совета Минздрава Грузии. Был членом редакционного совета журналов «Архив патологии», «Медицинского реферативного журнала», членом редколлегии журнала «Сабчота медицина».

## Научная деятельность
Основные научные исследования В. К. Жгенти посвящены вопросам онкологии, патологическим изменениям внутренних органов при инфекционных заболеваниях и заболеваниях сердечно-сосудистой системы и центральной нервной системы. Им опубликованы данные о сравнительной патологии гетеротопических и вторично-множественных глиом, описаны изменения в надпочечниках при тропической малярии, а также особенности патологоанатомических изменений в легких при туберкулезе, протекающем на фоне алиментарной дистрофии. Он дал характеристику частоты распространения отдельных нозол. форм сердечно-сосудистых болезней среди населения Грузии, был автором ряда учебников по патологической анатомии на грузинском языке и биографических очерков об ученых-медиках республики, участвовал в разработке научной медицинской терминологии на грузинском языке.

## Избранные труды
- О некоторых морфологических изменениях надпочечных желез при острой тропической малярии, Одесск. мед. журн., № 1-6, с. 169, 1927
- Специальная патологическая анатомия. Для врачей и студентов (1945)
- Заболевания сердца и кровеносных сосудов по патанатомическим материалам города Тбилиси (1949)
- К вопросу о первичных саркомах сердца, Арх. патол., т. 11, в. 5, с. 80, 1949 (совм, с Лебедевой Е. В.)
- Актиномикоз человека (1955, в соавт.)
- Общая патологическая анатомия (1956)
- Патологическая анатомия в Советской Грузии, Тбилиси, 1958 (совм, с Татишвили И. Я.).
- Инфаркт миокарда (1963)
- Структурные основы заболеваний (1968)

## Награды
- орден Ленина
- медали СССР.